# Seydina Mandione Diagne
Seydina Mandione Diagne, né le 27 juillet 2002 à Yoff, est un footballeur international sénégalais qui joue au poste de attaquant.

## Biographie
Seydina Mandione Diagne est un joueur sénégalais de football né le 27 juillet 2002 à Yoff qui évolue au poste d'attaquant. Il est international sénégalais de beach soccer.
De son vrai nom Seydina Mandione Laye Diagne, il a évolué avec le club sénégalais de Yeumbeul Beach Soccer de 2020 jusqu'en 2023 avant de rejoindre un autre club sénégalais de Yoff Beach Soccer.
Seydina Mandione Diagne est champion d'Afrique avec le Sénégal à la coupe d'Afrique de beach soccer 2022 qui s'était tenue au Mozambique. Il a été désigné meilleur buteur avec dix réalisations et meilleur joueur lors de ce tournoi. Il a aussi participé à la coupe du monde de beach soccer 2025 organisé aux Seychelles avec le Sénégal où il sort quatrième de la compétition.

## Palmarès
- Coupe d'Afrique des nations (1)
  - Vainqueur en 2022
  - Meilleur joueur en 2022
  - Meilleur buteur en 2022
- Championnat du Sénégal (1)
  - Vainqueur en 2021
  - Meilleur joueur en 2022